# Bahía Toetoes

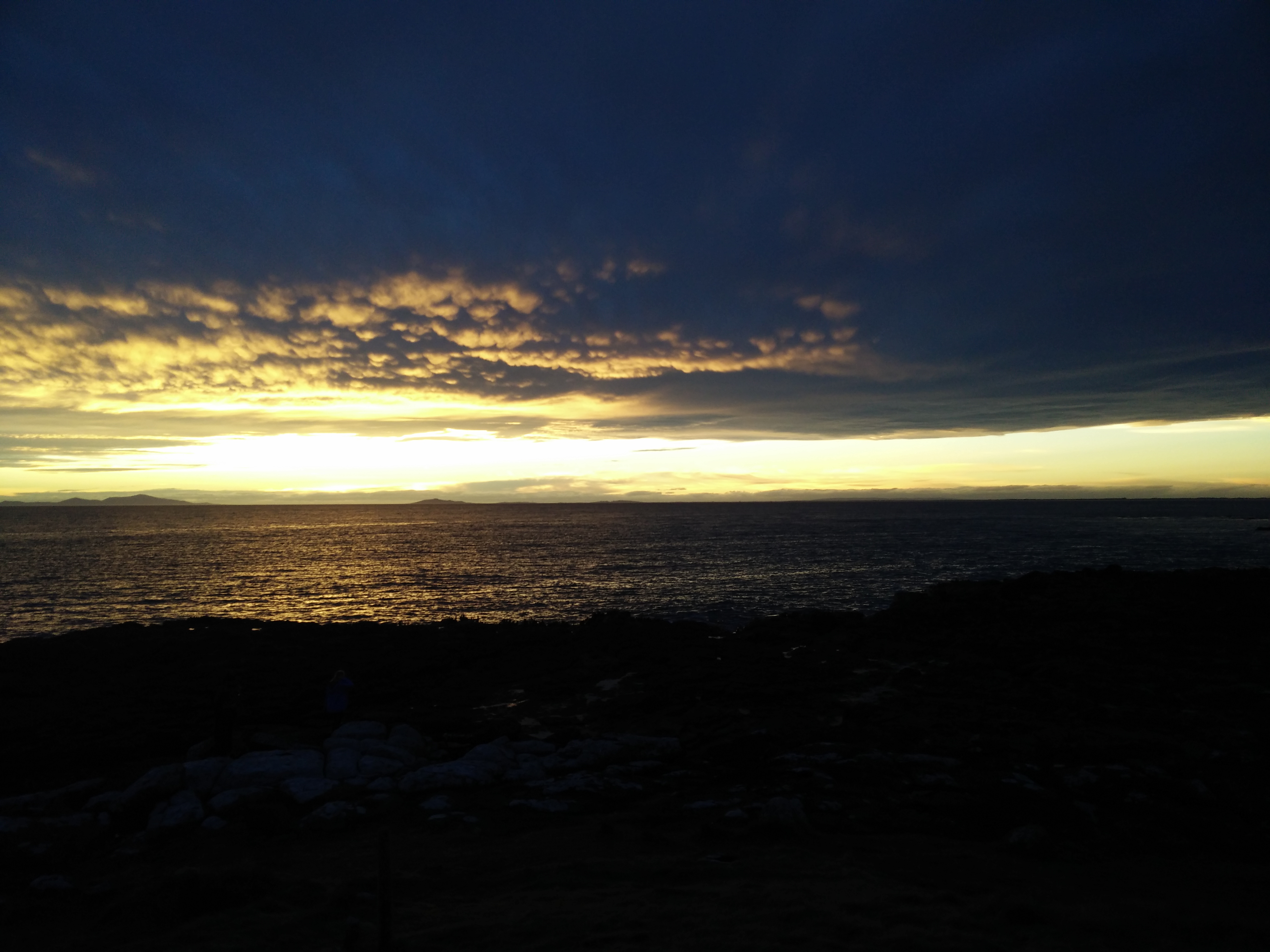

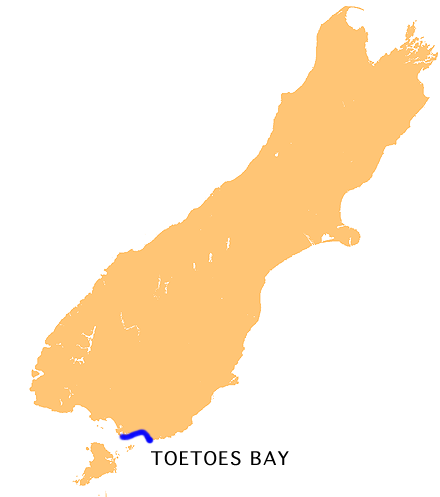
Localización de la bahía Toetoes.

La bahía Toetoes es la más oriental de las tres grandes bahías que se encuentran en el estrecho Foveaux, en la costa de Southland, Nueva Zelanda. Las otras dos son la bahía Te Waewae y Oreti Beach. Con treinta kilómetros de largo, la bahía es el punto más meridional de la planicie Awarua, un área de suelos turbosos que se adentra hacia el centro de la isla unos 15 kilómetros. El punto más oriental de la bahía se encuentra cerca de Slope Point, el punto más meridional de la Isla Sur, justo donde comienza The Catlins. 
Tiwai Point, se encuentra en una península en la parte oriental de la bahía, en la localidad de Bluff. La laguna Waituna se encuentra en la mitad de la bahía.
- Datos: Q2438729